# Jagdgeschwader 301
301-я истребительная эскадра (нем. Jagdgeschwader 301, (JG301)) — эскадра истребителей люфтваффе. Эскадру предполагалось использовать по тактике «Wilde Sau» («дикий кабан») — атаки ночью бомбардировщиков союзников при свете пожаров.

## История
Приказ на формирование JG301 был отдан 26 сентября 1943 года и формировалась она в ноябре того же года: I./JG301 в Нойбиберге, II./JG301 в Альтенбурге, III./JG301 в Цербсте. 
- Группа I./JG301 обороняла территорию Германии и в течение короткого периода времени находился на Западном фронте (Комбре), а в начале 1945 года на Восточном фронте (Познань).
- Группа II./JG301 действовала в небе Румынии и Венгрии, в апреле 1945 года — на Восточном фронте (Дрезден).
- Группа III в эскадре формировалась дважды: первую распустили в мае 1944 года, а вторая III./JG301 появилась в сентябре 1944 года в Штендале.
- 24 ноября 1944 года была сформирована группа IV./JG301.

## Состав эскадры

### Geschwaderkommodoren (командиры эскадры)
| командующий                       | период                         | примечания |
| --------------------------------- | ------------------------------ | ---------- |
| оберст-лейтенант Гельмут Вайнрайх | октябрь 1943 — 19 ноября 1943  |            |
| майор Манфред Мёссингер           | 19 ноября 1943 — сентябрь 1944 |            |
| оберст-лейтенант Фриц Ауфхаммер   | сентябрь 1944 — май 1945       |            |

### Gruppenkommandeure I./JG301 (командиры группы I./JG301)
| командующий                 | период                  | примечания |
| --------------------------- | ----------------------- | ---------- |
| гауптман Рихард Камп        | 1 октября 1943 — ?      |            |
| майор Вальтер Бреде         | ?                       |            |
| гауптман Вильгельм Бургграф | ? — 21 ноября 1944      |            |
| ?                           |                         |            |
| гауптман Герхард Поссельман | февраль 1945 — май 1945 |            |

### Gruppenkommandeure II./JG301 (командиры группы II./JG301)
| командующий               | период                          | примечания |
| ------------------------- | ------------------------------- | ---------- |
| гауптман Граф Резугиер    | 1 октября 1943 — ноябрь 1943    |            |
| гауптман Вильгельм Фулда  | 26 ноября 1943 — июль 1944      |            |
| ?                         |                                 |            |
| гауптман Герберт Нёлтер   | 6 декабря 1944 — 13 апреля 1945 |            |
| гауптман Родерих Цескотти | апрель 1945 — май 1945          |            |

### Gruppenkommandeure III./JG301 (командиры группы III./JG301)
| командующий                    | период                         | примечания |
| ------------------------------ | ------------------------------ | ---------- |
| гауптман Манфред Мёссингер     | 1 октября 1943 — ноябрь 1943   |            |
| майор Зигфрид Вегнер           | ноябрь 1943 — май 1944         |            |
| гауптман Вильгельм Фулда       | 30 сентября 1944 — ноябрь 1944 |            |
| и. о. гауптман Карл-Гейнц Диче | ноябрь 1944 — январь 1945      |            |
| майор Гут                      | январь 1945 — май 1945         |            |

### Gruppenkommandeure IV./JG301 (командиры группы IV./JG301)
| командующий             | период                          | примечания |
| ----------------------- | ------------------------------- | ---------- |
| гауптман Вильфред Шмитц | 24 ноября 1944 — 4 февраля 1945 |            |
| ?                       |                                 |            |